# Kane Tanaka
Pour les articles homonymes, voir Tanaka et Ota.
Kane Tanaka, née Ota (田中 カ子, Tanaka Kane), le 2 janvier 1903 à Wajiro, dans la préfecture de Fukuoka, et morte le 19 avril 2022 à Fukuoka, est une supercentenaire japonaise, doyenne de l'humanité du 22 juillet 2018 au 19 avril 2022. Son âge est confirmé par le groupe de recherche en gérontologie.
Ayant vécu jusqu'à l'âge de 119 ans et 107 jours, Kane Tanaka est la deuxième personne vérifiée la plus âgée de tous les temps, après la française Jeanne Calment (1875-1997).

## Biographie
Kane Ota naît le 2 janvier 1903 dans le village de Wajiro (maintenant partie de Higashi-ku, Fukuoka), sur l'île méridionale de Kyushu, elle est la troisième fille et septième enfant de ses parents, Kumayoshi et Kuma Ota,. Kane est née prématurément et a grandi grâce au lait maternel. Kane a vécu jusqu'à neuf ans durant les dernières années de l'Ère Meiji, qui s'est terminée en 1912. Elle a épousé son cousin Hideo Tanaka le 6 janvier 1922, avec qui elle a eu deux fils et deux filles. Le couple a également adopté une troisième fille pendant leur mariage, la deuxième fille de la sœur de Hideo,. La fille aînée de Kane est décédée peu de temps après la naissance et sa deuxième fille est décédée à l'âge d'un an en 1947, tandis que sa fille adoptive est décédée en 1945 à l'âge de 23 ans d'une maladie non précisée,,. Le couple travaillait dans un magasin vendant des nouilles shiruko et udon,. Le mari de Kane a ensuite été enrôlé dans le service militaire, qui a duré de 1937 à 1939; l'un de ses fils a été capturé vers la fin de la Seconde Guerre mondiale par les Russes, ayant lui-même servi dans l'armée, et a été retenu prisonnier en Sibérie avant d'être libéré et de rentrer chez lui en 1947.
Après la Seconde Guerre mondiale, le couple a continué à travailler dans le magasin. Kane s'est convertie au christianisme sous l'influence de pasteurs américains,. Prenant sa retraite du magasin à 63 ans, Kane a voyagé aux États-Unis dans les années 1970 pour rendre visite à des parents en Californie et au Colorado,. Après 71 ans de mariage, son mari décède en 1993 à l'âge de 91 ans. En 2006, alors qu'elle a 103 ans, on diagnostique à Kane Tanaka un cancer du côlon, dont elle parvient à guérir. Alors qu'elle est âgée de 107 ans, son fils écrit un livre sur elle, où il parle de sa vie et de sa longévité. Entrée en maison de retraite en 2005, elle marche à l'aide d'un déambulateur ce qui lui permet de faire de courtes promenades dans les couloirs de l'établissement. Possédant cependant encore une excellente mémoire elle peut réciter des passages de l' Othello de Shakespeare. Elle aime aussi écrire des poésies et est toujours capable de se souvenir de son voyage aux États-Unis. Ses passe-temps favoris sont la calligraphie et la résolution de problèmes d'arithmétique. Elle a cinq petits-enfants et huit arrière-petits-enfants. Kane Tanaka habite dans la préfecture de Fukuoka. Elle attribue sa longévité à sa foi en Dieu.
Le 18 juin 2018, à la suite du décès de Maria Giuseppa Robucci, elle devient la dernière personne née en 1903, puis le 6 juillet 2018, à la mort de Giuseppina Projetto à 116 ans, la vice-doyenne de l'humanité. Enfin le 22 juillet 2018, à la mort de Chiyo Miyako, elle devient officiellement la doyenne de l'humanité. Le 9 mars 2019, elle est reconnue comme la personne la plus âgée du monde par le Guinness World Records. Le 18 septembre 2020, elle dépasse Nabi Tajima et devient à la fois la Japonaise et la troisième personne, à l'échelle internationale, la plus âgée de tous les temps. Le 24 septembre suivant, elle atteint 43 000 jours de vie, la troisième personne de l'histoire à franchir ce seuil. Le 2 janvier 2021, elle devient à la fois la première Japonaise de l'histoire à atteindre l'âge de 118 ans et la première au monde depuis Sarah Knauss le 24 septembre 1998.
Tanaka devait porter la flamme olympique lors du relais de la flamme des Jeux olympiques de Tokyo 2020 lorsque la flamme passerait à Shime (Fukuoka), événement finalement reporté au 11 mai 2021 en raison de la pandémie, Finalement, elle décide en avril 2021 de se retirer du relais de la torche olympique à cause de la flambée de cas de Covid-19 au Japon,,.
En septembre 2021, selon son petit-fils, elle serait toujours actuellement en bonne santé, bien qu'elle ait été hospitalisée durant l'été 2021 pour cause de maladie,,.
Le 2 janvier 2022, elle devient à la fois la première Japonaise de l'histoire à atteindre l'âge de 119 ans et la première au monde depuis Sarah Knauss le 24 septembre 1999.
Le 10 avril 2022, à 119 ans et 98 jours, elle dépasse Sarah Knauss, qui vécut 119 ans et 97 jours. Elle devient la deuxième personne ayant vécu le plus longtemps au monde après Jeanne Calment, qui a vécu 122 ans et 164 jours.
Kane Tanaka meurt le 19 avril 2022 à Fukuoka ; elle aura vécu 119 ans et 107 jours,. Lucile Randon lui a succédé comme doyenne de l’humanité.

## Son statut de doyenne
Son statut de doyenne a été contesté par certaines sources, « au profit » de la Bolivienne Julia Flores Colque, surnommée « Mama Julia », qui serait née le 26 octobre 1900 dans un campement minier des montagnes andines et qui est morte le 24 août 2019,, et est également contesté au profit de la Française Tava Colo, qui serait née le 22 décembre 1902 à Mayotte et qui est morte le 1er mai 2021, mais dont les registres de naissance seraient sujets à caution[réf. nécessaire].